# William Juxon
William Juxon (1582 – 4 juin 1663) est un ecclésiastique britannique.

## Biographie
Il est choisi pour être évêque de Hereford en 1632, mais n'est jamais sacré, étant entre-temps sacré évêque de Londres en 1633. En 1660, il devient le soixante-dix-septième archevêque de Cantorbéry.
C'est lui qui assiste Charles Ier sur l'échafaud le 30 janvier 1649 et qui officie 12 ans plus tard, le 23 avril 1661 à l'abbaye de Westminster au couronnement de Charles II.